# Fabiana Claudino

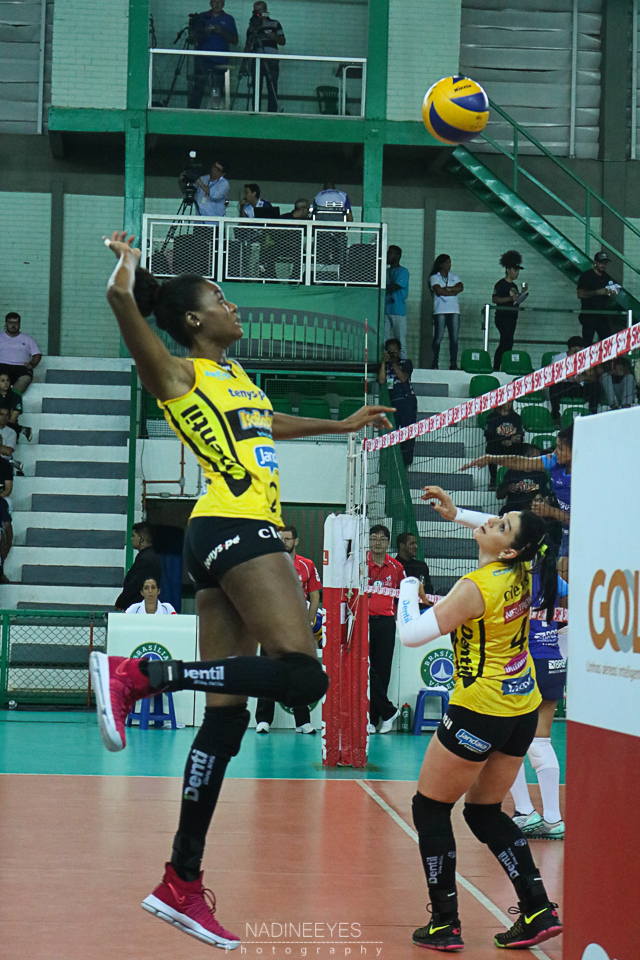
Fabiana Claudino podczas rozgrzewki w ataku z obiegnięcia w drużynie Dentil/Praia Clube w sezonie 2017/2018

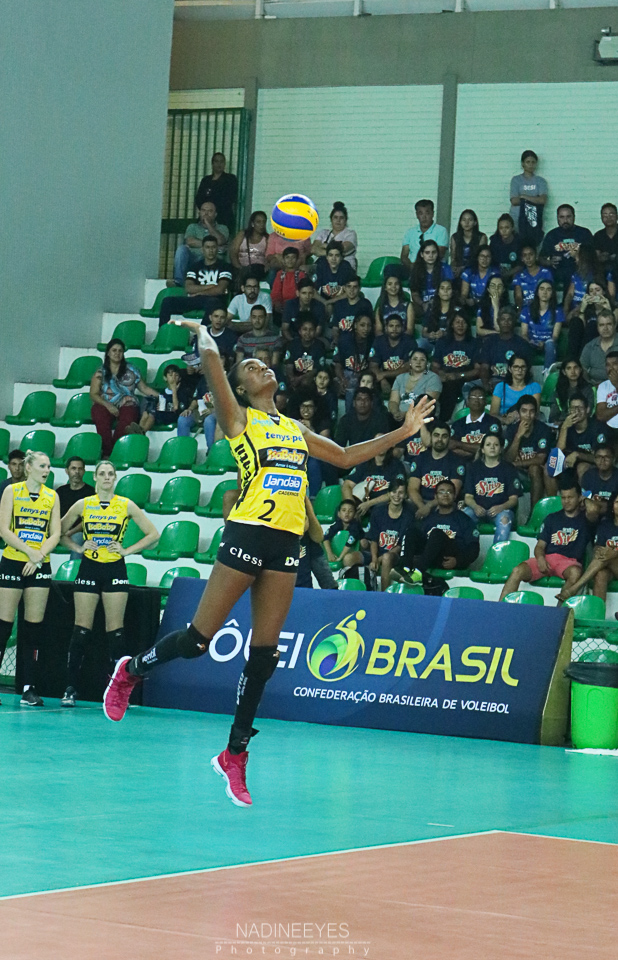
Fabiana Claudino podczas wykonywania zagrywki w drużynie Dentil/Praia Clube w sezonie 2017/2018

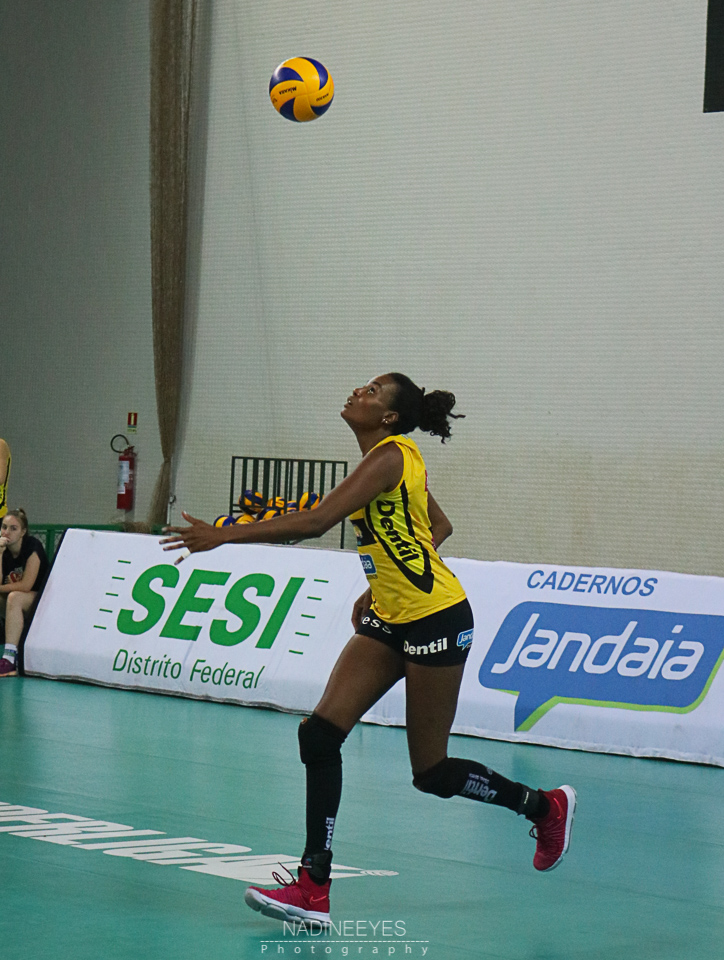
Fabiana Claudino podczas wykonywania zagrywki w drużynie Dentil/Praia Clube w sezonie 2017/2018

Fabiana Marcelino Claudino, znana jako Fabiana (ur. 24 stycznia 1985 roku w Belo Horizonte) – brazylijska siatkarka, reprezentantka kraju, grająca na pozycji środkowej.
17 kwietnia 2021 roku urodziła syna Asafa.

## Sukcesy klubowe
Liga brazylijska:
- 2002, 2006, 2007, 2008, 2009, 2018
- 2003, 2004, 2005, 2010, 2014, 2019
- 2001, 2011, 2015, 2017, 2023[3]

Puchar Brazylii:
- 2007

Klubowe Mistrzostwa Ameryki Południowej:
- 2014
- 2009, 2017, 2019

Liga Mistrzyń:
- 2012

Liga turecka:
- 2012

Klubowe Mistrzostwa Świata:
- 2014

Superpuchar Brazylii:
- 2018

## Sukcesy reprezentacyjne
Mistrzostwa Świata Kadetek:
- 2001

Volley Masters Montreux:
- 2005, 2006, 2009
- 2003

Mistrzostwa Świata Juniorek:
- 2003

Mistrzostwa Ameryki Południowej:
- 2003, 2005, 2007, 2009, 2011, 2013, 2015, 2019

Puchar Świata:
- 2003, 2007

Grand Prix:
- 2004, 2006, 2008, 2009, 2013, 2014, 2016
- 2010, 2011, 2012

Puchar Wielkich Mistrzyń:
- 2005, 2013
- 2009

Mistrzostwa Świata:
- 2006, 2010
- 2014

Puchar Panamerykański:
- 2006, 2009, 2011

Igrzyska Panamerykańskie:
- 2011
- 2007

Igrzyska Olimpijskie:
- 2008, 2012

## Nagrody indywidualne
- 2001: Najlepsza blokująca i atakująca Mistrzostw Świata Kadetek
- 2003: Najlepsza atakująca Mistrzostw Świata Juniorek
- 2005: Najlepsza blokująca Pucharu Wielkich Mistrzyń
- 2006: Najlepsza atakująca Grand Prix
- 2006: Najlepsza blokująca Pucharu Panamerykańskiego
- 2009: MVP turnieju Volley Masters Montreux
- 2009: Najlepsza blokująca Grand Prix
- 2011: Najlepsza blokująca Mistrzostw Ameryki Południowej
- 2012: Najlepsza blokująca Igrzysk Olimpijskich
- 2013: Najlepsza środkowa Mistrzostw Ameryki Południowej
- 2013: MVP Pucharu Wielkich Mistrzyń
- 2014: Najlepsza środkowa Grand Prix
- 2017: Najlepsza środkowa Klubowych Mistrzostw Ameryki Południowej
- 2019: Najlepsza środkowa Klubowych Mistrzostw Ameryki Południowej